# Phorinia blanda
Phorinia blanda är en tvåvingeart som först beskrevs av Robineau-desvoidy 1863.  Phorinia blanda ingår i släktet Phorinia och familjen parasitflugor.
Artens utbredningsområde är Frankrike. Inga underarter finns listade i Catalogue of Life.